# Königs Wusterhausen
Königs Wusterhausen (till och med 1718 benämnt Wendisch Wusterhausen) är en stad i Tyskland, belägen i Landkreis Dahme-Spreewald i förbundslandet Brandenburg, 32 km sydost om centrala Berlin. En vanlig folklig benämning för Königs Wusterhausen i Brandenburg och Berlin är KW (uttalas Ka-We).

## Geografi
Königs Wusterhausen ligger vid Nottekanalen och Dahme sydöst om Berlin. Något längre bort ligger regionhuvudstaden Potsdam, väster om Königs Wusterhausen och Berlin. Königs Wusterhausen sträcker sig från Wildau i norr till Bestensee i söder och från Mittenwalde i väst till Heidesee i öst.

### Stadsdelar
- Königs Wusterhausen (stadskärnan)
- Diepensee
- Kablow
- Niederlehme
- Senzig
- Wernsdorf
- Zeesen
- Zernsdorf

### Grannkommuner
Königs Wusterhausen gränsar norrut till Berlin, nordost till Gosen-Neu Zittau, österut till Heidesee, söder till Bestensee, sydväst till Mittenwalde samt västerut mot Wildau och Zeuthen.

## Historia
- 1320 Orten och borgen nämns första gången 19 september 1320.
- 1683 I början av juli 1683 köpte Fredrik I av Preussen orten och slottet.
- 1707 Kronprinsen och senare kungen Fredrik Vilhelm I av Preussen grundlade sitt kompani "Lange Kerls" vid orten.
- 1713-1718 Slottet byggdes om till jaktslott.
- 1718 Wendisch Wusterhausen bytte vid invigningen av det kungliga jaktslottet namn till Königs Wusterhausen.
- Sedan 1901 ligger den av köpmannen Hermann Schmidt grundlagda Brandenburgska skolan för blinda och synskadade i orten.
- 1920 Driftsättning av Tysklands första radiosändare.
- 1944 Uppförande av ett koncentrationsläger för judar och polacker vid stadens godsjärnvägsstation.
- 1972 Det gamla radiosändartornet rasade samman.
- 1972 Ett Iljusjin Il-62 från flygbolaget Interflug störtade i staden. 156 personer omkom.

## Befolkning
| År   | Invånare |
| ---- | -------- |
| 1875 | 5 033    |
| 1890 | 6 030    |
| 1910 | 12 062   |
| 1925 | 13 159   |
| 1933 | 15 494   |
| 1939 | 19 286   |
| 1946 | 20 902   |
| 1950 | 21 320   |
| 1964 | 23 155   |
| 1971 | 24 728   |

| År   | Invånare |
| ---- | -------- |
| 1981 | 29 078   |
| 1985 | 30 738   |
| 1989 | 30 176   |
| 1990 | 29 717   |
| 1991 | 29 123   |
| 1992 | 29 223   |
| 1993 | 29 033   |
| 1994 | 29 145   |
| 1995 | 29 447   |
| 1996 | 29 903   |

| År   | Invånare |
| ---- | -------- |
| 1997 | 30 095   |
| 1998 | 30 473   |
| 1999 | 30 969   |
| 2000 | 31 522   |
| 2001 | 31 909   |
| 2002 | 32 161   |
| 2003 | 32 335   |
| 2004 | 32 785   |
| 2005 | 33 092   |
| 2006 | 33 201   |

| År   | Invånare |
| ---- | -------- |
| 2007 | 33 370   |
| 2008 | 33 400   |
| 2009 | 33 762   |
| 2010 | 33 981   |
| 2011 | 33 747   |
| 2012 | 33 975   |
| 2013 | 34 240   |
| 2014 | 34 795   |
| 2015 | 35 765   |
| 2016 | 36 468   |

| År   | Invånare |
| ---- | -------- |
| 2017 | 36 706   |
| 2018 | 37 190   |
| 2019 | 37 639   |
| 2020 | 38 111   |

Detaljerade källor anges i Wikimedia Commons..

### Religion

#### Kristendom
I Königs Wusterhausen finns det både en katolsk och en protestantisk församling.

#### Judendom
Sedan en tid tillbaka finns det åter en judisk församling i staden, med ungefär 40 medlemmar.

### Vänorter
- Königs Wusterhausen är vänort med Berlinstadsdelen Steglitz-Zehlendorf, Hückeswagen i Nordrhein-Westfalen, Schiffdorf och Edewecht i Niedersachsen, tjeckiska Příbram samt Germantown i Tennessee, USA.

### Språkutbyte
Gymnasieskolan Kungshögaskolan i Mjölby kommun har under ett flertal arrangerat språkutbyte med Friedrich-Wilhelm-Gymnasium i Königs Wusterhausen. Eleverna får bo hos en tysk familj i en vecka samt deltaga i undervisningen i gymnasieskolan. Motsvarande sker för tyska studenter på besök i Mjölby.

## Infrastruktur

### Kommunikationer
Järnvägsstation Königs Wusterhausen är en regional järnvägsknut och ligger på stambanan Berlin–Görlitz. Stationen trafikeras av  enstaka InterCitytåg på linjen Cottbus–Berlin–Hannover–Bremen–Norddeich Mole, och har täta förbindelser med regionaltåg på linjerna RE 2 (Wismar–Berlin–Cottbus), RB 19 (Berlin–Königs Wusterhausen–Senftenberg), RB 22 (Königs Wusterhausen-Berlin-Schönefelds flygplats–Potsdam) och RB 36 (Königs Wusterhausen–Storkow (Mark)–Beeskow–Frankfurt (Oder)).
Järnvägsstationen är ändstation för Berlins pendeltåg på linje S 46 (Westend–Berlin Südkreuz–Königs Wusterhausen).
I närheten av staden möts motorvägarna A 10 (Berlins yttre ringled) och A13 (Berlin–Dresden). Väster om staden passerar förbundsvägen B179.
Staden är belägen nära Berlin-Schönefelds flygplats (SXF) och har även direkt tågförbindelse dit. I Friedersdorf öster om staden finns ett segelflygfält.
Königs Wusterhausens hamn är den största inlandshamnen i Brandenburg och används bland annat för omlastning av kol och biobränsle för transport till kraftverk i Berlinområdet.